# Laser Ranging Experiment
Laser Ranging Experiment o LRE es un satélite artificial pasivo japonés lanzado el 29 de agosto de 2001 a bordo de un cohete H-2A (en el primer lanzamiento de un cohete de este tipo) desde la base de Tanegashima.
LRE consistía en una esfera reflectante de 51 cm de diámetro con 24 láminas de cristal y 126 prismas en su superficie que permitían determinar su posición mediante haces láser emitidos desde tierra. El satélite fue eyectado del cohete H-2A en una órbita de transferencia geoestacionaria para determinar la capacidad del cohete para poner cargas en órbita con precisión.